# 神戶守
神戶守（1962年—），日本男性動畫導演、動畫演出家。出身於大阪府守口市。參與的作品相當廣泛。

## 經歷

### 1980－1989
1981年3月畢業於大阪市立都島工業高等學校電器科。畢業後到東京發展，一邊投遞報紙一邊念專門學校。一開始住在足立區，後來搬到三鷹市。在專門學校畢業後，到Topcraft擔任《風之谷》的「制作進行」職位而進入動畫領域。

## 人物
- 專門學校時代的同期包括了劇本家長谷川勝己及吉岡孝夫。後輩包括了電影及電視導演喜井龍兒、電影評論家鈴木和雅、劇本家川崎裕之、高山克彥、演出家宮本拓。
- 高中時曾加入輕音樂同好會。
- 曾經想要成為船員，但因為身體因素而放棄。[1]

## 參與作品
- （1984年，腳本、演出助手）
- （1975年－1994年，監督助手）
- 貓咪也瘋狂（1989年，演出）
- （1991年－1992年，導演）
- （1992年－1993年，演出）
- 叮噹貓（1993年，演出）
- （1993年－1994年，分鏡）
- Gene Diver（1994年，分鏡）
- DNA²（1994年，分鏡）
- NOOBO（1995年，導演）
- （1995年，分鏡、演出）
- （1996年，導演）
- 機械女神（1997年，分鏡）
- 百變小櫻（1998年－2000年，演出）
- 危險調查員（1998年，演出）
- 徽章戰士（1999年，演出）
- （1999年，演出）
- 狂野歷險 Twilight Venom（1999年，演出）
- 麵包超人（2000年，分鏡）
- 我家也有外星人（2000年，演出）
- 人造人間（2000年，分鏡）
- 彗星公主（2001年，導演）
- 戰鬥陀螺（2002年，演出）
- 機甲露寶（2003年，導演）
- 熊貓萬能俠（2004年，導演）
- 變異體少女（2004年，導演）
- 草莓棉花糖（2005年，分鏡、演出）
- Baccano!（2007年，分鏡、演出）
- 守護甜心!（2008年，分鏡）
- 信蜂（2009年，動畫監修）
- 空·之·音（2010年，導演、分鏡、演出、OP分鏡/演出）
- 信蜂 REVERSE（2009年，動畫監修）
- 碎之星（2011年、分鏡、演出）
- 少年同盟（2011年、導演、分鏡、演出、ED演出）
- 少年同盟2（2012年、導演、分鏡、演出、ED演出）
- 櫻花莊的寵物女孩（2012年、分鏡）
- 魔奇少年（2012年、分鏡）
- WIZARD BARRISTERS～弁魔士賽希爾（2014年、分鏡）
- 花舞少女（2014年、分鏡）
- 四月是你的謊言（2014年、分鏡）
- 不起眼女主角培育法（2015年、分鏡）
- 偶像大師 灰姑娘女孩 (動畫)（2015年、分鏡）
- 全部成為F（2015年、導演）
- 超自然9人組（2016年、分鏡）
- 碧藍幻想（2017年、分鏡）
- 約定的夢幻島（2019年、導演）
- 別對映像研出手！（2020年、分鏡）

### OVA
- （1987年，制作擔當）
- 忍者外傳系列（1991年，導演）
- 七都市物語（1994年，導演）
- （1997年，導演）
- I"s Pure（2005年，導演、分鏡）
- 鬼公子炎魔（2006年，導演）
- 信蜂～光與青的幻想夜話～（2008年，導演）※Jump Super Anime Tour上映作品
- 電波系彼女（2009年，導演）

### 動畫電影
- 風之谷（1984年，制作進行）
- （1991年，導演）
- （1992年，導演）
- （1996年，導演）
- 庫洛魔法使劇場版：被封印的卡片（1999年，演出輔佐）
- 聖☆哥傳（2013年，主任演出）
- 偶像大師 劇場版 前往光輝的另一端！（2014年，分鏡）